# Politique dans l'Allier
Le département français de l'Allier est un département créé le 4 mars 1790 en application de la loi du 22 décembre 1789, à partir de la majeure partie de l'ancienne province du Bourbonnais et d'un certain nombre de paroisses du nord de l'Auvergne. Les 317 actuelles communes, dont presque toutes sont regroupées en intercommunalités, sont organisées en 19 cantons permettant d'élire les conseillers départementaux. La représentation dans les instances régionales est quant à elle assurée par 11 conseillers régionaux. Le département est également découpé en 3 circonscriptions législatives et est représenté au niveau national par trois députés et deux sénateurs. 

## Représentation politique et administrative

### Préfets et arrondissements

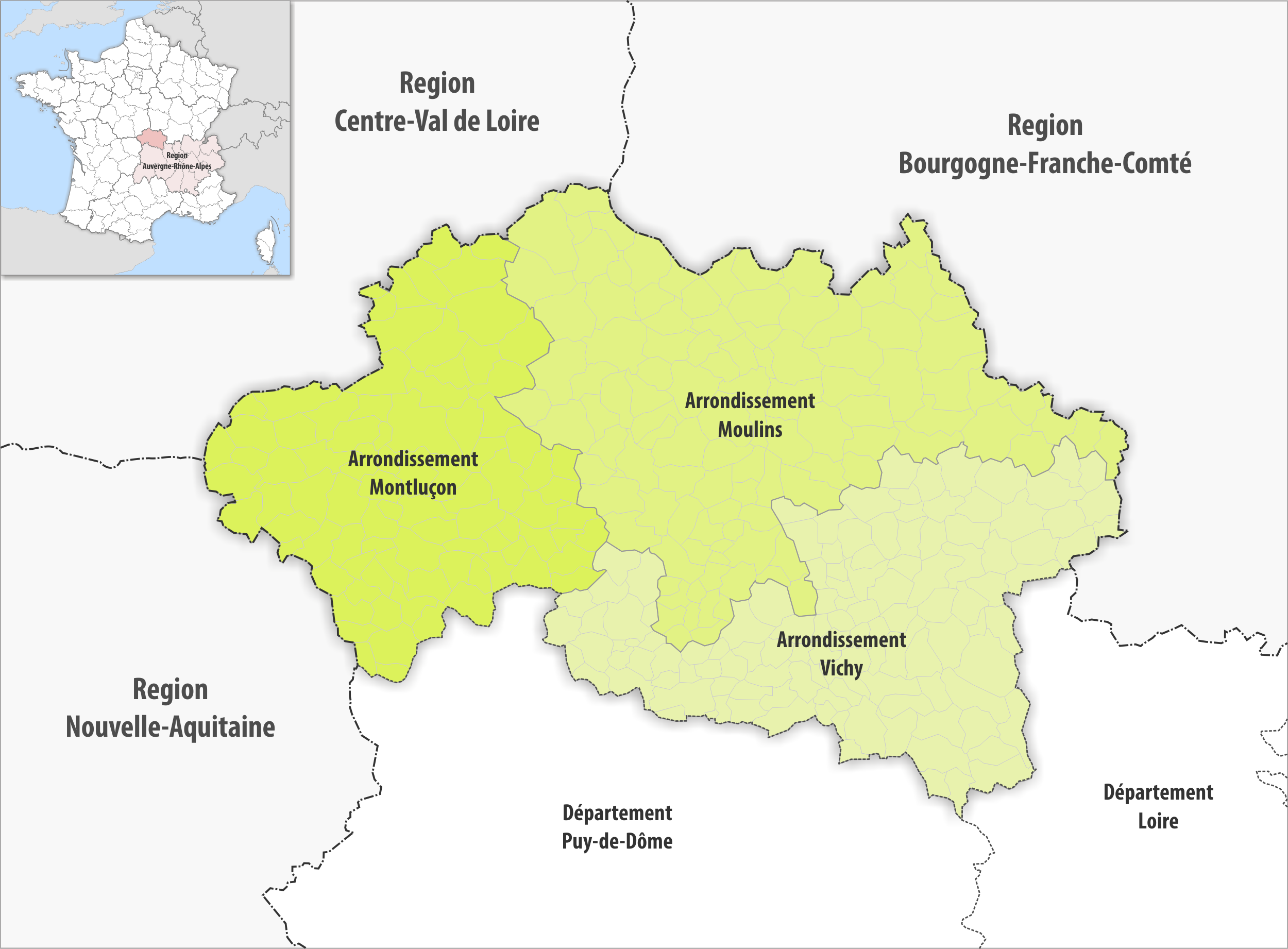
Arrondissements

La préfecture de l'Allier est localisée à Moulins. Le département possède en outre deux sous-préfectures à Montluçon et Vichy. En 1926, l'arrondissement de Gannat a été supprimé.
La préfète de l'Allier est Pascale Trimbach, depuis février 2023. Formée, entre autres, à Sciences Po, à l'Inalco et à l'Académie diplomatique de Vienne, elle a été cheffe de service à l'ENA. Elle est cheffe de délégation pour l'Unesco au Cambodge de 2012 à 2014. Elle est adjointe au maire UMP-LR de Saint-Mandé, en région parisienne, de 2014 à 2020. Elle est consule générale de France à Francfort, en Allemagne, de 2017 à 2020. Préfète de la Meuse à partir de l'été 2020, elle quitte ce poste pour l'Allier en février 2023.

### Députés et circonscriptions législatives

Circonscriptions et affiliations à l'issue des élections de 2024.

L'Allier possède une délégation à la chambre basse de trois députés élus dans le cadre de trois circonscriptions législatives. Cette délégation est dispersée idéologiquement et cela a régulièrement été le cas dans l'Allier depuis 1958, les bourbonnais ayant régulièrement oscillé entre gauche et droite.
De 1958 à 2012, l'Allier élit quatre députés. Lors de la première législature, gauche et droite font jeu égal. Cependant, dès 1962, socialistes et communistes contrôlent trois sièges et le radical Gabriel Péronnet prend le siège de Vichy, qu'il tient jusqu'en 1981. Ce dernier est d'abord aligné avec la gauche et la FGDS. La gauche conserve sa mainmise jusqu'en 1968, quand le siège de Moulins est pris par l'UDR Hector Rolland. Celui qui devient maire de Moulins en 1971 conserve son siège jusqu'en 1981. La gauche garde les deux autres sièges en 1968 et cet équilibre politique est maintenu en 1973 et en 1978. En 1974, Gabriel Péronnet s'inscrit dans la majorité et entre au gouvernement de Jacques Chirac. Il intègre l'UDF à sa création en 1978.
En 1981, les socialistes observent une poussée et emportent les deux sièges jusqu'ici à droite et un des deux de gauche, contrôlés par le PCF. Seul le communiste André Lajoinie est reconduit après avoir pris son siège en 1978. Ce dernier devient président du groupe communiste, il le reste jusqu'en 1993. Le nouveau député de Vichy est le socialiste Jean-Michel Belorgey. C'est le seul socialiste à être reconduit en 1986 quand la proportionnelle est introduite. Deux députés RPR sont alors élus dont Hector Rolland qui retrouve alors un siège. Dès 1988, la gauche reprend ses droits avec un grand chelem équilibré entre le PS et le PCF qui obtiennent deux sièges chacun, dont Lajoinie, Belorgey mais aussi le communiste Pierre Goldberg, député de 1978 à 1981.
La vague bleue de 1993 emporte les quatre sièges qui échouent à l'UDF et au RPR. Parmi les nouveaux députés, on compte le maire de Moulins, Pierre-André Périssol, nommé au Logement au sein du gouvernement Juppé en 1995. La gauche plurielle emporte un nouveau grand chelem en 1997 et trois des quatre députés élus en 1988 retrouvent ainsi leur siège. Seul Belorrgey s'est retiré et c'est maintenant le radical de gauche Gérard Charasse qui est à la tête du siège de Vichy. Il reste en poste pendant 20 ans. Lors de la victoire de la droite en 2002, deux sièges sont conquis par le RPR. Périssol retrouve son siège et les communistes échouent à la succession de Lajoinie. En 2007, les socialistes emportent un succès local en prenant trois sièges. La droite perd les siens et les communistes perdent leur dernier fief après que Goldberg a été déchu de son mandat en mars 2007.
Le redécoupage de 2010 implique que l'Allier perd une circonscription, et donc un député. Deux des trois sortants socialistes sont alors reconduits tout comme Charasse. La vague marcheuse de 2017 emporte deux sièges, ceux de Vichy et Montluçon. Le siège de Moulins reste à gauche en élisant l'ancien président du département, le communiste Jean-Paul Dufrègne.
En 2022, la délégation de l'Allier est entièrement renouvelée. Les communistes réussissent la succession de Dufrègne qui passe suppléant de Yannick Monnet, conseiller régional et tête de liste de la gauche à Moulins aux municipales de 2020. La droite reprend le siège de Vichy qu'elle n'avait plus formellement remporté depuis 1993. Nicolas Ray, conseiller municipal à Bellerive-sur-Allier, est le nouveau député LR. L'extrême droite est aussi représentée avec Jorys Bovet, novice en politique à son élection, député RN de Montluçon.
| Circ. | Nom            |  | Parti | Groupe                           | Suppléant          |
| ----- | -------------- |  | ----- | -------------------------------- | ------------------ |
| 1re   | Yannick Monnet |  | PCF   | Gauche démocrate et républicaine | Jean-Paul Dufrègne |
| 2e    | Jorys Bovet    |  | RN    | Rassemblement national           | Jérôme Duchalet    |
| 3e    | Nicolas Ray    |  | LR    | Droite républicaine              | Valérie Lassalle   |

### Sénateurs
L'Allier envoie au Sénat deux sénateurs depuis 1959. Au début de la cinquième république, comme sous la quatrième, la gauche domine la délégation sénatoriale. Les deux sièges sont tenus jusqu'en 1971 par des membres de la SFIO. On compte notamment le maire de Commentry, Georges Rougeron, et celui de Bellerive-sur-Allier, Fernand Auberger. Lors de l'élection de 1971, le maire socialiste de Montluçon, Jean Nègre, s'allie aux centristes menés par Jean Cluzel qui préside alors le conseil général. Ces deux hommes sont alors élus mais Nègre décède dès 1972. Il est alors remplacé par le maire de Cusset, André Rabineau, qui comme Cluzel, siège à l'Union centriste.
Rabineau se retire en 1989 et c'est Bernard Barraux, vice-président UDF du conseil général, maire du village de Marcillat-en-Combraille, qui lui succède. Neuf ans plus tard, c'est l'ancien président du conseil général, l'UDF Gérard Dériot qui remplace Jean Cluzel. Les deux sénateurs adhèrent à l'UMP en 2007. L'année suivante, Bernard Barraux se retire et la gauche revient parmi les sénateurs de l'Allier pour la première fois depuis 36 ans. Est élue première femme sénatrice dans l'histoire du département, la communiste Mireille Schurch, ancienne conseillère générale et alors maire de Lignerolles.
Elle se retire après un seul mandat et son siège est récupéré par la droite en 2014 avec l'élection du maire UMP de Vichy, Claude Malhuret. En 2017, le sénateur Malhuret change d'allégeance en prenant la présidence du nouveau groupe LIRT et en adhérant à Agir. L'autre sénateur, Gérard Dériot se retire après 22 ans au Sénat en 2020. Bruno Rojouan, ex-président LR de l'intercommunalité de Commentry, est élu à sa place. Fin 2021, Malhuret adhère à Horizons, s'inscrivant ainsi dans la majorité présidentielle.
| Nom             |  | Parti    | Groupe                                              | Autres mandats (passés ou actuels) |
| --------------- |  | -------- | --------------------------------------------------- | ---------------------------------- |
| Claude Malhuret |  | Horizons | Groupe Les Indépendants – République et territoires | Maire de Vichy (1989 → 2017)       |
| Bruno Rojouan   |  | LR       | Groupe Les Républicains                             |                                    |

### Conseillers départementaux
Dans l'entre-deux-guerres, le conseil général de l'Allier est présidé par des hommes de gauche. D'abord le radical Marcel Régnier puis des membres de la SFIO. Parmi ceux-là, on compte notamment le maire de Montluçon, Marx Dormoy, président de 1931 à 1933 et qui devient ministre de l'Intérieur de 1936 à 1938, sous Léon Blum. Après la deuixème guerre mondiale, les socialistes gardent la main avec à la présidence, un proche de Marx Dormoy, Georges Rougeron, conseiller du canton de Commentry. Rougeron conserve la présidence jusqu'en 1970.

Cantons et affiliations à l'issue des élections de 2021.

C'est alors que la droite devient majoritaire et il est battu par le centriste Jean Cluzel, du canton de Moulins-Ouest. Rougeron revient en 1976 et est remplacé en 1979 par le communiste Henri Guichon, du canton de Montluçon-Ouest. En 1982, gauche et droite font jeu égal aux élections et la droite reprend la présidence au bénéfice de l'âge avec Henri Coque, conseiller du canton de Souvigny. Jean Cluzel reprend la main dès 1985 et ne cède sa place qu'en 1992.
Gérard Dériot prend alors la présidence en tant que conseiller du canton de Cérilly. En 1998, dans un contexte de progression nationale de la gauche plurielle, l'Allier fait partie de la dizaine de gains réalisés par la gauche. Le communiste Jean-Claude Mairal, conseiller de Moulins-Sud, devient président. La droite reprend la majorité, Dériot toujours à sa tête, dès 2001. C'est le seul basculement à droite à l'occasion de ces élections cantonales. En 2004, la droite conserve l'avantage malgré la perte du canton du Montet, du député Yves Simon. 18 cantons sont alors à droite contre 17 pour la gauche. Fin 2007, le conseiller général du canton de Chevagnes décède et l'élection partielle qui suit voit la victoire d'un communiste. Les élections de 2008 confirment la nouvelle majorité d'un siège de la gauche et c'est le conseiller communiste du canton de Souvigny, Jean-Paul Dufrègne, qui est élu président du conseil. Les élections de 2011 ne changent rien à cette majorité courte de la gauche.
À la suite de la réforme de 2014, l'Allier possède désormais 19 cantons où sont élus 38 conseillers départementaux. Au bout du suspense, la gauche perd la majorité avec la victoire par 48 voix de la droite dans le canton de Bourbon-l'Archambault. La droite possède alors 20 conseillers de droite et la gauche, 18. Gérard Dériot, conseiller masculin UMP de Bourbon, reprend la présidence pour la troisième fois. Il laisse sa place en octobre 2017, pour cumul des mandats, à l'UDI Claude Riboulet, conseiller pour le canton de Commentry. Les élections de 2021 sont un triomphe pour la droite. La gauche ne parvient pas à conserver trois des quatre cantons jusqu'ici communistes : Dompierre-sur-Besbre, Huriel et Montluçon-2. Doit être ajoutée à cela, la défaite des socialistes à Moulins-1. La droite contrôle désormais 28 sièges contre 10 pour la gauche. Le PCF qui dirige le conseil jusqu'en 2015, n'a plus que deux élus à Souvigny.
| Canton                    | Conseiller Sortant       | Parti | Parti | Conseiller élu           | Parti | Parti |
| ------------------------- | ------------------------ | ----- | ----- | ------------------------ | ----- | ----- |
| Bellerive-sur-Allier      | Isabelle Goninet         |       | LR    | Isabelle Goninet         |       | LR    |
| Bellerive-sur-Allier      | Jean-Jacques Rozier      |       | DVD   | Jean-Marc Germanangue    |       | DVD   |
| Bourbon-l'Archambault     | Gérard Dériot            |       | LR    | Christophe de Contenson  |       | DVD   |
| Bourbon-l'Archambault     | Corinne Trebosc-Coupas   |       | DVD   | Joëlle Laporte           |       | DVD   |
| Commentry                 | Claude Riboulet          |       | UDI   | Claude Riboulet          |       | UDI   |
| Commentry                 | Christiane Touzeau       |       | DVD   | Anne Saint-Julien        |       | DVD   |
| Cusset                    | Annie Corne              |       | LR    | Annie Corne              |       | LR    |
| Cusset                    | Jean-Sébastien Laloy     |       | LR    | Jean-Sébastien Laloy     |       | LR    |
| Dompierre-sur-Besbre      | Valérie Gouby            |       | PCF   | Fabrice Maridet          |       | DVD   |
| Dompierre-sur-Besbre      | Alain Lognon             |       | PCF   | Isabelle Ussel           |       | DVD   |
| Gannat                    | André Bidaud             |       | UDI   | André Bidaud             |       | UDI   |
| Gannat                    | Véronique Pouzadoux      |       | LR    | Véronique Pouzadoux      |       | LR    |
| Huriel                    | Séverine Fenouillet      |       | PCF   | Stéphane Abranowitch     |       | DVD   |
| Huriel                    | Michel Tabutin           |       | PCF   | Marie Carré              |       | DVD   |
| Lapalisse                 | Martine Arnaud           |       | PRG   | Martine Arnaud           |       | PRG   |
| Lapalisse                 | Jacques de Chabannes     |       | PRG   | Jacques de Chabannes     |       | PRG   |
| Montluçon-1               | Pascale Lescurat         |       | PS    | Pascale Lescurat         |       | PS    |
| Montluçon-1               | Marc Malbet              |       | PS    | Marc Malbet              |       | PS    |
| Montluçon-2               | Geneviève De Gouveia     |       | PCF   | Anne-Cécile Benoit-Gola  |       | DVD   |
| Montluçon-2               | Christian Sanvoisin      |       | PCF   | François Brochet         |       | DVD   |
| Montluçon-3               | Christian Chito          |       | DVD   | Christian Chito          |       | DVD   |
| Montluçon-3               | Bernadette Vergne        |       | DVD   | Sylvie Sartirano         |       | DVD   |
| Montluçon-4               | Bernard Pozzoli          |       | PS    | Bernard Pozzoli          |       | PS    |
| Montluçon-4               | Juliette Werth           |       | PS    | Juliette Werth           |       | PS    |
| Moulins-1                 | Alain Denizot            |       | PS    | Julien Carpentier        |       | DVD   |
| Moulins-1                 | Eliane Huguet            |       | PS    | Cécile de Breuvand       |       | DVD   |
| Moulins-2                 | Jean Laurent             |       | DVD   | Jean Laurent             |       | DVD   |
| Moulins-2                 | Nicole Tabutin           |       | DVD   | Nicole Tabutin           |       | DVD   |
| Saint-Pourçain-sur-Sioule | Catherine Corti          |       | DVD   | Christine Burkhardt      |       | LR    |
| Saint-Pourçain-sur-Sioule | Bernard Coulon           |       | UDI   | Roger Litaudon           |       | DVD   |
| Souvigny                  | Jean-Paul Dufrègne       |       | PCF   | Jean-Marc Dumont         |       | PCF   |
| Souvigny                  | Marie-Françoise Lacarin  |       | PCF   | Marie-Françoise Lacarin  |       | PCF   |
| Vichy-1                   | Élisabeth Albert-Cuisset |       | DVD   | Élisabeth Albert-Cuisset |       | DVD   |
| Vichy-1                   | Gabriel Maquin           |       | LR    | Jean Almazan             |       | DVD   |
| Vichy-2                   | Frédéric Aguilera        |       | LR    | Romain Lopez             |       | DVD   |
| Vichy-2                   | Evelyne Voitellier       |       | LR    | Evelyne Voitellier       |       | LR    |
| Yzeure                    | Pascale Foucault         |       | PS    | Pascale Foucault         |       | PS    |
| Yzeure                    | Pascal Perrin            |       | PS    | Pascal Perrin            |       | PS    |

### Conseillers régionaux
Les élections régionales récentes dans l'Allier ont démontré que le département est en phase avec les tendances qui se sont dégagées de manière globale. La dernière élection régionale dans le cadre de l'Auvergne, en 2010, a donné une large majorité à l'union de la gauche menée par le président sortant socialiste, l'ancien maire d'Aurillac, René Souchon. Au premier tour, l'Allier accorde à la liste socialiste, menée localement par le député Jean Mallot, un score de 29 %. La majorité présidentielle, menée par le maire de Montluçon, Daniel Dugléry, obtient un score légèrement supérieur quand le Front de gauche frôle 14 % des voix et Europe Écologie est créditée de presque 9 %. Par rapport à la moyenne régionale, l'Allier accorde ainsi des pourcentages un peu plus élevés, d'environ un point, aux deux premières listes et un peu moins élevés pour les deux suivantes (-0.5 % pour FG et -2 pour les écologistes).
En 2015, l'Allier fait désormais partie de la région Auvergne-Rhône-Alpes. La droite menée par Laurent Wauquiez, député-maire du Puy-en-Velay, l'emporte face à l'union de la gauche emmenée par le président socialiste sortant de Rhône-Alpes, Jean-Jack Queyranne, et le FN. Dans l'Allier, la droite obtient 33 % au premier tour, un point de mieux que la moyenne régionale et 4 points de mieux qu'en 2010. Le FN dépasse 24 % des voix, une progression de 15 points depuis 2010 mais un score inférieur d'un point à la moyenne régionale. La liste socialiste est à 22 %, deux points de moins que la moyenne régionale, sept de moins qu'en 2010. Les communistes sont à 10 % et les écologistes à 4, un fort recul pour les deux listes mais un score supérieur de près de cinq points à la moyenne régionale pour le PCF. Pour le second tour, les trois listes principales de gauche fusionnent et l'Allier vote quasiment exactement sur la moyenne régionale. La droite frôle 41 % des voix quand la gauche est à 36,5 et le FN à presque 23 %.
L'élection de 2021 est un triomphe pour la droite. Si la liste Wauquiez obtient à l'échelle régionale un score de presque 44 % des voix, elle dépasse 54 % dans l'Allier. La liste du PS menée par le communiste dissident Yannick Monnet obtient 11,5 %, en phase avec la moyenne régionale. Le RN plafonne à 10 % La liste écologiste est à 8 % et le PCF à presque 7 %. La majorité présidentielle emmenée par la députée Peyrol est à 6,5 %. Les trois listes de gauche s'unissent à nouveau mais la droite progresse encore en écrasant sa concurrence dans l'Allier. La liste obtient presque 64 % des voix contre 25 % pour la gauche et à peine 11 % pour le RN.
Parmi les conseillers régionaux, l'on retrouve à droite, le maire LR de Vichy, Frédéric Aguilera, plusieurs autres maires dont Carine Barillet, maire du village de La Chapelle-aux-Chasses, ou encore Didier Lindron, maire de Montmarault. Pour la gauche, la seule conseillère écologiste est Anne Babian-Lhermet, conseillère municipale à Bellerive-sur-Allier. Le deuxième élu de la gauche est le communiste Yannick Monnet mais démissionne courant 2022, après son élection à l'Assemblée nationale. Il est remplacé par le militant insoumis Pierre Guillaumin. Le RN est représentant par un militant lyonnais, Benoît Auguste.
Présidence : Laurent Wauquiez (Haute-Loire)
|            | Parti | Siège |
| ---------- | ----- | ----- |
| Majorité   |       |       |
|            | LR    | 4     |
|            | DVD   | 3     |
| Opposition |       |       |
|            | PCF   | 1     |
|            | UDI   | 1     |
|            | EELV  | 1     |
|            | RN    | 1     |

### Maires
| Commune   | Maire             |  | Parti | Élection | Population |
| --------- | ----------------- |  | ----- | -------- | ---------- |
| Montluçon | Frédéric Laporte  |  | LR    | 2017     | 35 653     |
| Vichy     | Frédéric Aguilera |  | LR    | 2017     | 24 166     |

Carte des 317 communes de l'Allier au 1er janvier 2022.

La gauche et la droite, au cours des dernières élections municipales, ont connu toujours une bonne représentation numérique parmi les mairies des communes de plus de 2 000 habitants. Il est toutefois à noter que la droite a la mainmise sur les trois centres urbains principaux; Montluçon, Vichy et Moulins, et a fortement progressé en 2014. En 2008, la gauche gagne la commune de Lapalisse et c'est un statu quo par ailleurs. En 2014 cependant, la droite progresse sensiblement en prenant plusieurs communes moyennes telles que Bellerive-sur-Allier, Gannat, Varennes-sur-Allier ou encore Bourbon-l'Archambault. La prise principale est alors la quatrième ville du département, Cusset, à la faveur d'une désunion à gauche. 2020 n'apporte pas de changement majeur, la gauche ne reprend que Bourbon-l'Archambault et conquiert Commentry.
Montluçon, la plus grande ville du département, a d'abord une histoire municipale marquée à gauche, à partir du début du XXe siècle. Les maires socialistes se succèdent comme Paul Constans, de 1908 à 1925 puis Marx Dormoy jusqu'en 1940. Cela continue après-guerre avec notamment André Southon dans les années 1950 puis à son décès, Jean Nègre. Celui-ci se rapproche du centre gauche à partir de 1968 et est réélu comme tel en 1971. Il décède en 1972 et c'est son adjoint Maurice Brun qui lui succède. En 1977, il est largement battu par la liste du communiste Pierre Goldberg. Celui-ci reste 21 ans à la mairie jusqu'en 1998, quand il démissionne pour laisser la direction de la ville à son premier adjoint. Le communiste Jean-Claude Micouraud reste en poste jusqu'aux élections de 2001. Lors de cette échéance, il est nettement défait par la liste de droite emmenée par Daniel Dugléry. Réélu en 2008 puis en 2014 au premier tour à chaque fois, il démissionne en décembre 2017. C'est son adjoint LR Frédéric Laporte qui prend sa place.
En revanche, l'autre sous-préfecture du département, Vichy, a une histoire plus ancienne à droite. Dirigée par des maires radicaux jusqu'en 1941, elle ne connaît que des maires de centre droit ou de droite à partir de la Libération. On peut citer Pierre Coulon, maire de 1950 à 1967, qui est un grand modernisateur. à l'initiative de projets comme le Pont de l'Europe ou le nouvel aéroport. Cette politique est poursuivie par son successeur, Jacques Lacarin, qui reste édile jusqu'en 1989. Claude Malhuret bat à nouveau le record de longévité en restant en place 28 ans. Il démissionne en 2017 pour rester sénateur, en conformité avec la loi sur le non-cumul des mandats. Son adjoint, Frédéric Aguilera le remplace alors.
La préfecture, Moulins, est également une ville marquée à droite. Après la guerre de 39-45, elle est notamment gérée par le résistant sans étiquette Maurice Tinland, qui devient maire assez jeune à l'âge de 32 ans en 1947. Il reste en place jusqu'en 1959. Parmi ses successeurs, on trouve Hector Rolland, maire de 1971 à 1989, également député RPR qui a mené l'opposition à la Loi Veil sur l'IVG. Depuis 1995, c'est Pierre-André Périssol qui dirige la ville pour la droite.
Les élections municipales de 2020 dans les trois villes majeures de l'Allier ont été synonymes de stabilité. Vichy accorde à Frédéric Aguilera et sa liste 74 % de ses voix contre 16 % pour la liste d'union de la gauche et à peine 10 % pour le RN. Périssol est un peu plus contesté à Moulins mais son élection reste confortable. En triangulaire au second tour, il gagne avec sa liste par 48 % des voix contre près de 31 % pour une autre liste de droite et 21 % pour la liste de gauche. Le suspense aura plus été présent à Montluçon où pas moins de huit listes se sont présentées dont la moitié se sont qualifiées pour le second tour. La liste LR du maire sortant, Frédéric Laporte, l'emporte mais avec un score assez serré. 31,5 % des voix se sont portées sur cette liste, une liste de gauche dépasse 28 % des voix, une deuxième liste de droite est à 26 % et enfin, une liste centriste soutenu par le mouvement radical obtient presque 14,5 % des voix.